# Пороиница
Пороиница (рум. Poroinița) насеље је у Румунији у округу Мехединци у општини Рогова. Oпштина се налази на надморској висини од 142 m.

## Становништво
Према подацима из 2002. године у насељу је живело 783 становника, од којих су сви румунске националности.